# Saint Rose Township (comté de Clinton, Illinois)
Saint Rose Township est un township du comté de Clinton dans l'Illinois, aux États-Unis,. 